# Kwartet smyczkowy nr 10 Beethovena
Kwartet smyczkowy nr 10 Es-dur op. 74 Ludwiga van Beethovena, znany jako kwartet Harfowy (niem. Harfenquartett) powstał w 1809 r. i zadedykowany został księciu Lobkowitzowi. Beethoven skomponował go w tym samym czasie, co V koncert fortepianowy Cesarski i Sonatę fortepianową Les Adieux.

## Nazwa
Popularna nazwa kwartetu pochodzi od gęstych figur pizzicato w części I, przypominających dźwięki harfy. Jak w przypadku większości dzieł Beethovena, przydomek ten nie pochodzi od kompozytora.

## Budowa utworu
Kwartet składa się ze standardowych 4 części, z których ostatnia, spokojne Allegretto z wariacjami, następuje attacca, tj. bez przerwy po burzliwej części III.
1. Poco adagio – Allegro
2. Adagio ma non troppo
3. Presto
4. (attacca) Allegretto con Variazioni